# Воловья улица
Воло́вья у́лица — улица в центре Москвы в Таганском районе между Нижегородской улицей и Малой Калитниковской улицей.

## История
Названа в конце XIX века в связи с близостью к городской бойне (на её месте возник старейший Московский, ныне Микояновский, мясокомбинат). Вол — кастрированный бык, в данном случае — крупный рогатый скот.

## Описание
Воловья улица начинается от Нижегородской улицы, проходит на юг, пересекает Большую и Среднюю Калитниковские улицы и заканчивается на Малой.

## Здания и сооружения
По нечётной стороне:
По чётной стороне: